# دانييل بيج
دانييل بيج (بالإنجليزية: Danielle Page)‏ مواليد 14 نوفمبر 1986 في كولورادو سبرينغس، الولايات المتحدة، هي لاعبة كرة سلة أمريكية. بدأت مسيرتها الاحترافية في سنة 2008. مثلت منتخب بلادها. شاركت في دورة الألعاب الأولمبية الصيفية سنة 2016. لعبت مع كونيتيكت صن في الاتحاد الوطني لكرة السلة النسائية ونادي بورجيز لكرة السلة للسيدات في الدوري الفرنسي لكرة السلة للسيدات.

## الميداليات
| الميدالية | المسابقة                       |
| --------- | ------------------------------ |
| برونزية   | الألعاب الأولمبية الصيفية 2016 |

## روابط خارجية
- دانييل بيج على موقع الاتحاد الدولي لكرة السلة (الإنجليزية)
- دانييل بيج على موقع الاتحاد الوطني لكرة السلة النسائية (الإنجليزية)
- دانييل بيج على موقع كرة السلة الأوروبية.كوم (الإنجليزية)
- دانييل بيج على موقع كلية كرة السلة في سبورتس رفرنس.كوم (الإنجليزية)
- دانييل بيج على موقع بروبوليرز (الإنجليزية)
- دانييل بيج على موقع سبورتس رفرنس (الإنجليزية)
- دانييل بيج على موقع سبورتس رفرنس (الإنجليزية)
- دانييل بيج على موقع اللجنة الأولمبية الدولية (الإنجليزية)
- دانييل بيج على موقع أوليمبيديا (الإنجليزية)
- دانييل بيج على موقع اللجنة الأولمبية الصربية (الصربية)